# Menhir de Llanfaethlu
Le menhir de Llanfaethlu est un mégalithe datant de l'Âge du bronze situé près de Llanfaethlu, dans l'île d'Anglesey, au Pays de Galles.

## Situation
Le menhir est situé dans le nord-est de l'île d'Anglesey, au bord de la route A5025 (A5025 road) qui relie Llanfaethlu au village de Llanfachraeth ; il se dresse dans un champ, à proximité d'une chapelle baptiste (« Capel Soar ») et d'un pub, le « Black Lion »,.

## Description
La pierre, couverte de lichen, mesure 3,10 m de hauteur pour 1,70 m de largeur et 40 cm d'épaisseur.